# Bufotenin
Bufotenin er en tryptamin relateret til neurotransmitteren serotonin. Det er en alkaloid fundet i huden på nogle typer af tudser, i svampe, højere plantearter samt pattedyr.

## Virkning
Virkningen er beskrevet som lignende den af andre tryptaminer som f.eks psilocybin eller DMT. Den virksomme dosis ligger mellem 16 mg-ß og 20 mg-ß.

## Forekomst
Bufotenin findes i forskellige planter og er et af de få psykoaktive stoffer, som kan udvindes af nogle dyr. Desuden blev substansen eftervist i menneskeurin, blot i meget små mængder, som tyder på at det er et normalt affaldsprodukt fra det menneskelige stofskifte.

### Anadenanthera peregrina
Anandenanthera peregrina er et træ, som er i familie med hylsterfrugterne. Frøene tørres, ristes og knuses til pulver. Ud af dette pulver forarbejder forskellige sydamerikanske indianerstammer et hallucinagenisk snuspulver til shamanske ritualer. I Orinoco-området bliver "snusen" kaldt Yopo. På de caribiske øer var det kendt som Cohoba, men bliver ikke indtaget længere.

### Anadenanthera colubrina
Anadenanthera colubrina er meget nær beslægtet til Anandenanthera peregrina. Også her bliver de bufoteninholdige frø knust og indtaget som "snus". "Snusen" er i Peru og Argentina gået under navnet Vilca eller Huilca. I den gule fluesvamp og den gule pantersvamp er det meget små mængder bufotenin.

### Dyr
Bufotenin kan findes i forskellige hudsekreter hos tudser. Kulturhistorisk betydning har specielt Aga-tudsen (Bufo marinus). I Veracruz blev den tidligere tilberedt til et hallucinogenafkog, som blev brugt i kulturelle sammenhænge. Fra Australien er der i 1990'erne kommet beretninger om en ny trend. Ved massage udfanger man det giftige sekret fra tudsen, som derefter indtages oralt. Om det virkeligt er en udbredt vane eller om det blot er medierne som har piftet noget op er uklart. En ting er dog sikkert, at indtagelsen af sekretet ikke er ufarligt, da der er andre forskellige substanser udover bufotenin, såsom bufotoxin, som er et hjertegift.
Der er efter sigende blevet eftervist bufotenin i næsten alle tudser blot i meget mindre mængder end bufo marinus.